# Saloca kulczynskii
Saloca kulczynskii är en spindelart som beskrevs av Miller och Josef Kratochvíl 1939. Saloca kulczynskii ingår i släktet Saloca och familjen täckvävarspindlar. Inga underarter finns listade i Catalogue of Life.